# Zadni Kościelec

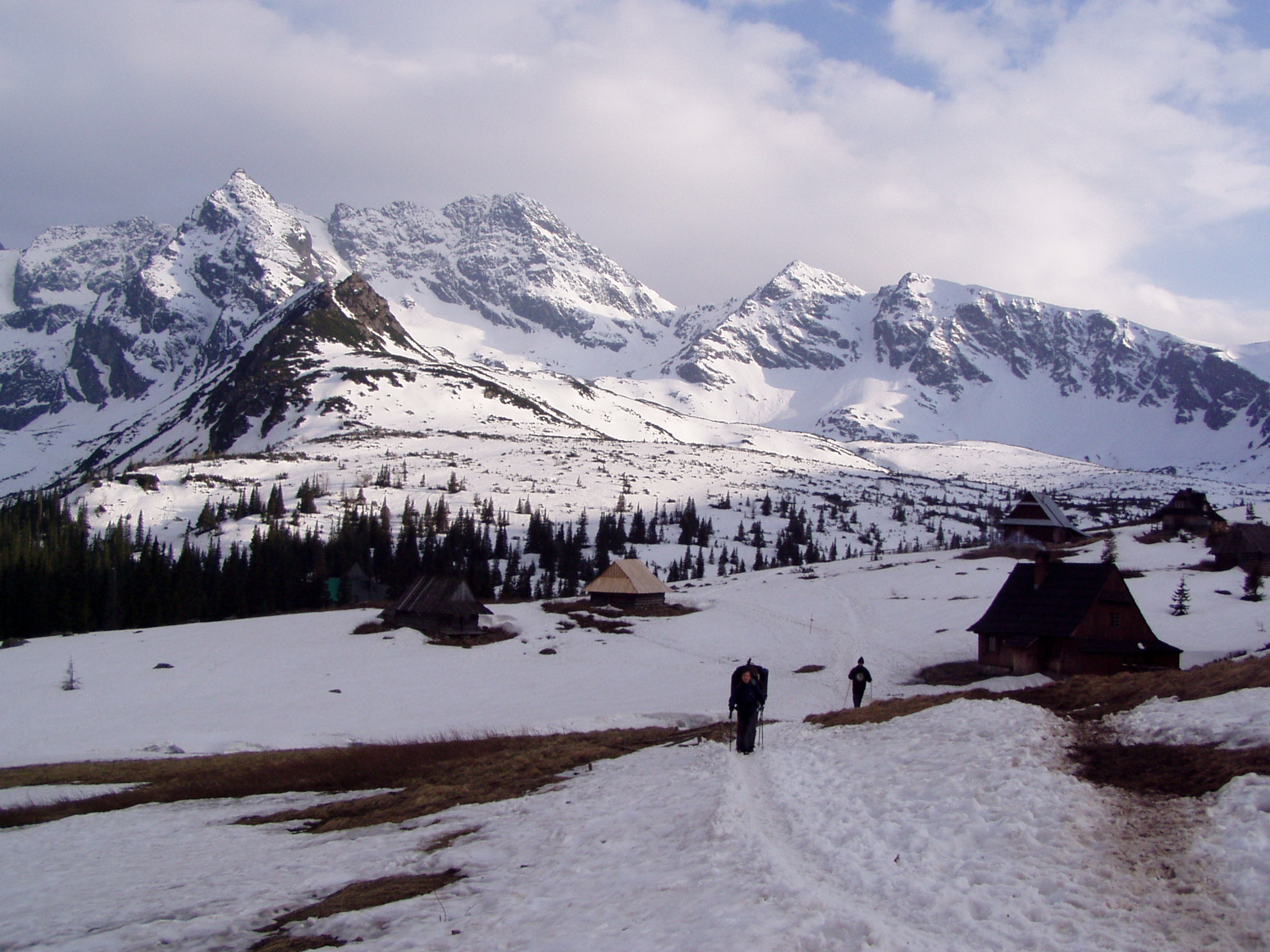
Blick von der Alm Hala Gąsienicowa

Der Zadni Kościelec ist ein Berg in der Hohen Tatra mit einer Höhe von 2162 m n.p.m. und liegt in Polen in der Woiwodschaft Kleinpolen, Landkreis Powiat Tatrzański und Gemeinde Zakopane. 

## Lage und Umgebung
Der Gipfel liegt auf dem Grat Grań Kościelców, der westlich des Nordgrats der Świnica ins Tal Dolina Gąsienicowa abzweigt.
Unterhalb des Gipfels liegen zwei Täler, die Dolina Zielona Gąsienicowa im Süden und Dolina Czarna Gąsienicowa im Norden. 
Vom Gipfel des Kościelec im Westen wird der Zadni Kościelec durch den Bergpass Kościelcowa Przełęcz getrennt und von dem Gipfel des Mylna Kopa durch den Bergpass Wyżnie Mylne Wrótka.
Im Berg befindet sich die Höhle Schron w Zadnim Kościelcu.

## Etymologie
Der Name Zadni Kościelec leitet sich von dem nahe gelegenen Berg des Kościelec ab und lässt sich als Hinterer Kirchenberg oder Hinterer Kirchberg übersetzen.

## Erstbesteigung
Die Erstbesteigung fand statt:
- Sommer: Zygmunt Klemensiewicz und Roman Kordys am 5. August 1905
- Winter: Stefan Jaworski, Józef Lesiecki, Leon Loria, Jan Małachowski und Stanisław Zdyb am 24. April 1911

## Tourismus
Der Gipfel ist bei Kletterern aufgrund des Panoramas von seinem Gipfel sehr beliebt. Kletterer können auf verschiedenen Wegen auf den Gipfel des Czuba nad Karbem gelangen. Sie gelten als schwierig. Es führen keine markierten Wanderwege auf den Gipfel. Als Ausgangspunkt für eine Besteigung des Zasni Kościelec eignet sich die Berghütte Schronisko PTTK Murowaniec.

## Belege
- Zofia Radwańska-Paryska, Witold Henryk Paryski: Wielka encyklopedia tatrzańska. Poronin, Wyd. Górskie, 2004, ISBN 83-7104-009-1.
- Tatry Wysokie słowackie i polskie. Mapa turystyczna 1:25.000, Warszawa, 2005/06, Polkart, ISBN 83-87873-26-8.